# Henri Lécuyer
 (février 2012).
Si vous disposez d'ouvrages ou d'articles de référence ou si vous connaissez des sites web de qualité traitant du thème abordé ici, merci de compléter l'article en donnant les références utiles à sa vérifiabilité et en les liant à la section « Notes et références ».
Pour les articles homonymes, voir Lécuyer.
Henri Lécuyer, né à Maxent, (Ille-et-Vilaine) le 9 juillet 1924, et mort  à Rennes, le 2 mars 2015, est un haut fonctionnaire français et un militant breton, président notamment de l’Organisation des Bretons de l’Extérieur.

## Biographie
Il fait preuve de grandes aptitudes scolaires mais ses parents, petits agriculteurs, n’ont d’autre choix que de l’envoyer chez "les enfants de troupe". Il passe le bac, puis est reçu en juillet 1944 au concours d’HEC.
Sans moyens financiers pour continuer ses études, Henri Lécuyer s’engage dans la Première Armée (5e D.B.). En Allemagne, il entre ensuite comme attaché d’administration dans les services d’occupation. Passé aux Affaires Étrangères en 1952, il devient en 1953 vice-consul de France au Costa Rica.
De retour au pays en 1956, nouveau tournant : il entre au Bureau d’Etudes Economiques et Sociales de Force ouvrière. C’est aussi l’époque où il prend conscience de sa bretonnité, grâce à l’influence convaincante d’un sien cousin.
En 1958, administrateur à l’Euratom, à Bruxelles, il participe en 1969 à la fondation de l’Amicale des Bretons de Belgique. En 1972, il en devient président.
Nommé administrateur principal à la Direction de la Politique Régionale de la Commission européenne, il devient à Bruxelles, le "Monsieur Bretagne" qui introduit et guide dans le "labyrinthe communautaire" maints responsables bretons de l'économie et du milieu politique.
Parallèlement, Henri Lécuyer, élu président de l’Organisation des Bretons de l’Extérieur (OBE), s’efforce de faire entendre la voix de la Bretagne à l’étranger (ex : création du Comité International pour la Sauvegarde de la Langue Bretonne).
Parti en retraite en 1986, Henri Lécuyer poursuit son action jusqu’en 1993 en tant que président de l’OBE, puis au titre de Président honoraire de cette organisation. Il est décoré de l'ordre de l'Hermine.